# 290.ª Divisão de Infantaria (Alemanha)
A 290ª Divisão de Infantaria (em alemão:290. Infanterie-Division) foi uma unidade militar que serviu no Exército alemão durante a Segunda Guerra Mundial.

## Comandantes
| Comandante                                 | Data                                           |
| ------------------------------------------ | ---------------------------------------------- |
| Generalleutnant Max Dennerlein             | ? de fevereiro de 1940 - 8 de junho de 1940    |
| Generalleutnant Theodor Freiherr von Wrede | 8 de junho de 1940 - 19 de setembro de 1940    |
| General der Infanterie Helge Auleb         | 19 de setembro de 1940 - 14 de outubro de 1940 |
| Generalleutnant Theodor Freiherr von Wrede | 14 de outubro de 1940 - 1 de maio de 1942      |
| Generalleutnant Conrad-Oskar Heinrichs     | 1 de maio de 1942 - 1 de fevereiro de 1944     |
| Generalmajor Gerhard Henke                 | 1 de fevereiro de 1944 - ? de junho de 1944    |
| Generalmajor Rudolf Goltzsch               | ? de junho de 1944 - 18 de agosto de 1944      |
| Generalmajor Hans-Joachim Baurmeister      | 18 de agosto de 1944 - 25 de abril de 1945     |
| Generalmajor Carl Henke                    | 25 de abril de 1945 - 27 de abril de 1945      |
| Generalleutnant Alfred Hemmann             | 27 de abril de 1945 - 8 de maio de 1945        |

## Oficiais de operações
| Major Alfred Siebert                    | fevereiro de 1940-?                       |
| Hauptmann Ritter von Merz von Quirnheim | 1940-1940                                 |
| Major Wilhelm Huhns                     | agosto de 1940-outubro de 1941            |
| Oberst Eugen Theilacker                 | 27 de outubro de 1941-23 de julho de 1942 |
| Oberstleutnant Werner Ranck             | julho de 1942-?                           |
| Oberstleutnant Paul Jordan              | ?-?                                       |
| Major Hans-Joachim Flamme               | ?-abril de 1945                           |

## Área de operações
| Alemanha                       | fevereiro de 1940 - maio de 1940  |
| França                         | maio de 1940 - junho de 1941      |
| Frente Ocidental, setor norte  | junho de 1941 - agosto de 1943    |
| Frente Oriental, setor central | agosto de 1943 - outubro de 1943  |
| Frente Ocidental, setor norte  | outubro de 1943 - outubro de 1944 |
| Bolsão de Kurland              | outubro de 1944 - maio de 1945    |